# Noegus fuscomanus
Noegus fuscomanus là một loài nhện trong họ Salticidae.
Loài này thuộc chi Noegus. Noegus fuscomanus được Władysław Taczanowski miêu tả năm 1878.